# Солова масть

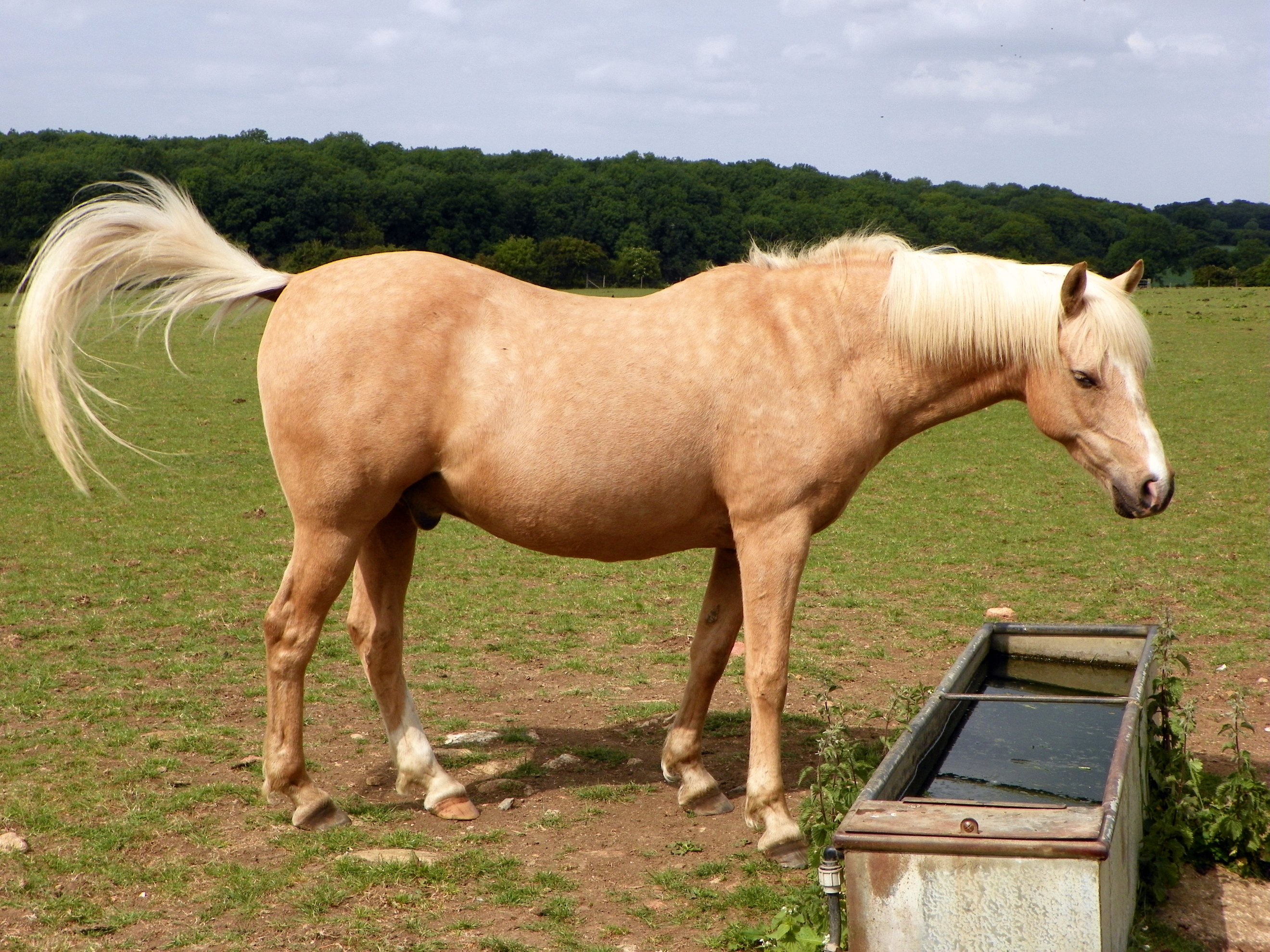
Соловий кінь.

Сол́ова масть — одна з похідних мастей коней, що виникла внаслідок генетично обумовленого явища амеланізму, часткової втрати або ослаблення пігменту коней. Лошата солової масті зазвичай народжуються світлішими за рудих, з світлішою шерстю та рожевою чи рожевувато-сірою шкірою, у дорослому віці шкіра темна, за винятком областей з білими відмітинами. Відтінок солової масті може суттєво змінюватись аж до повного потемніння жовтого кольору до сірувато чи коричнувато-сірого за рахунок накопичення та руйнування пігменту.

## Опис

### Головні ознаки
- Усі відтінки жовтого: від молочно-білого, піщано-жовтого, до насиченого жовтого та жовтогарячого на тілі коня, що визначається дією пігменту феомеланіну, частково чи суттєво освітленого.
- Захисне волосся - грива, хвіст, фризи на ногах, - вибілені, іноді можна помітити присутність забарвленого волосся в гриві та хвості.

### Відтінки солової масті
Відтінки — лише візуальна характеристика масті коней, що не має генетичного підпорядкування, оскільки відтінок однієї і тої самої масті може суттєво змінюватися під впливом навколишнього середовища та на різних стадіях розвитку організму (впродовж життя коня). Виділяють наступні відтінки солової масті коней:
- Світло-солова (молочно-солова)
- Солова (типова солова, карамельно-солова)

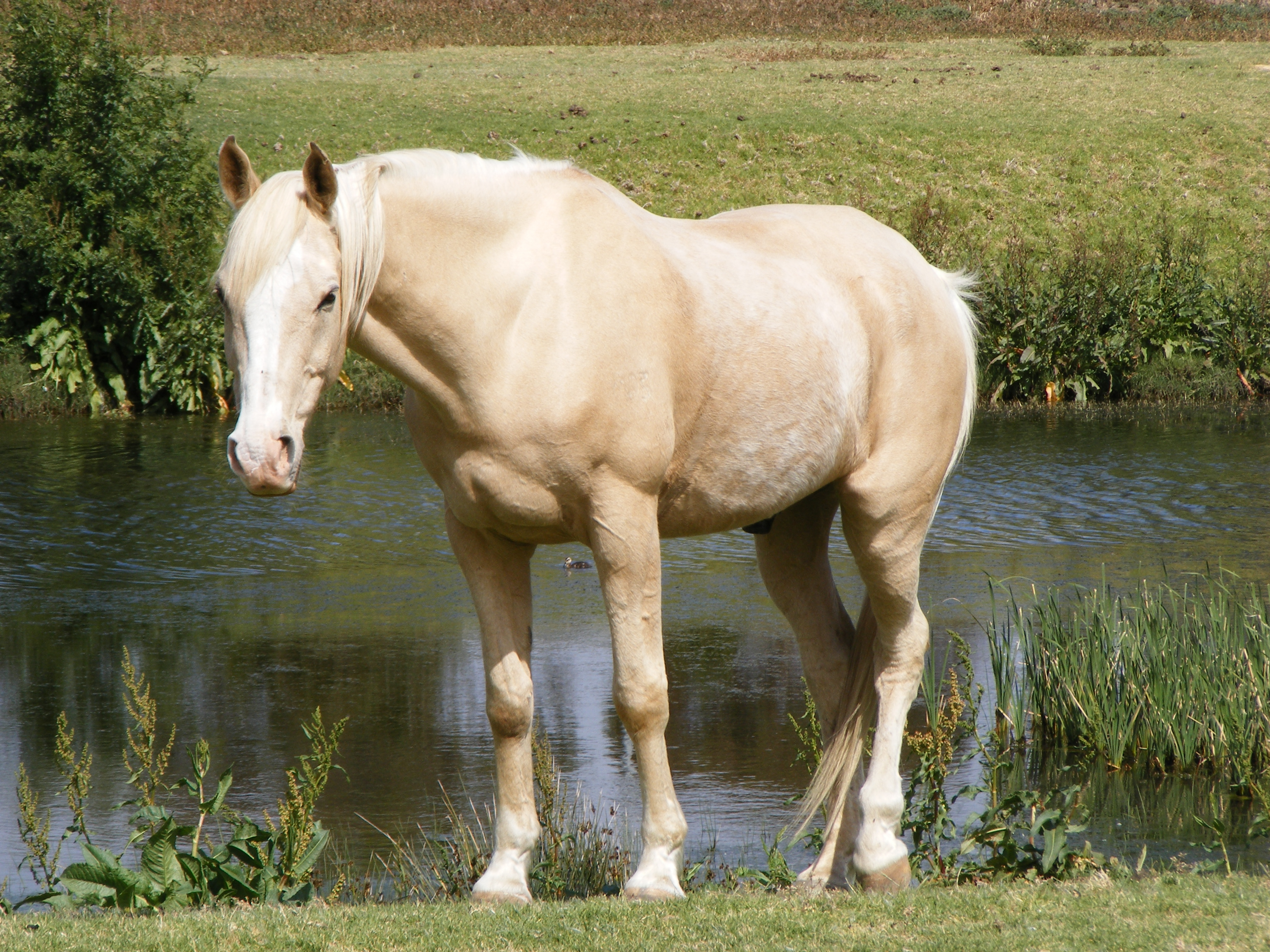
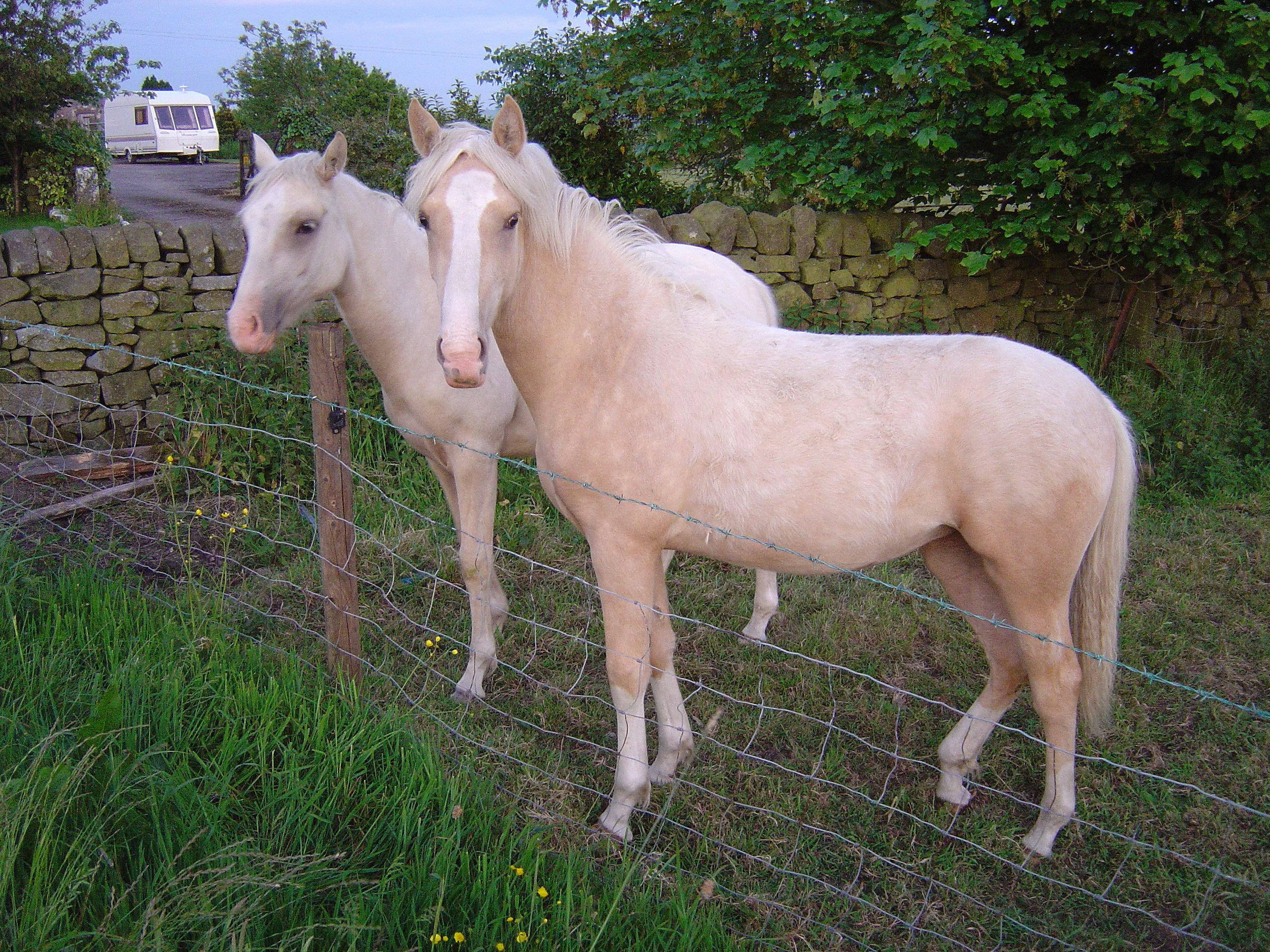
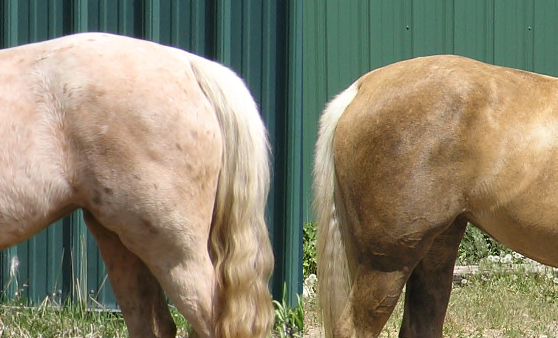
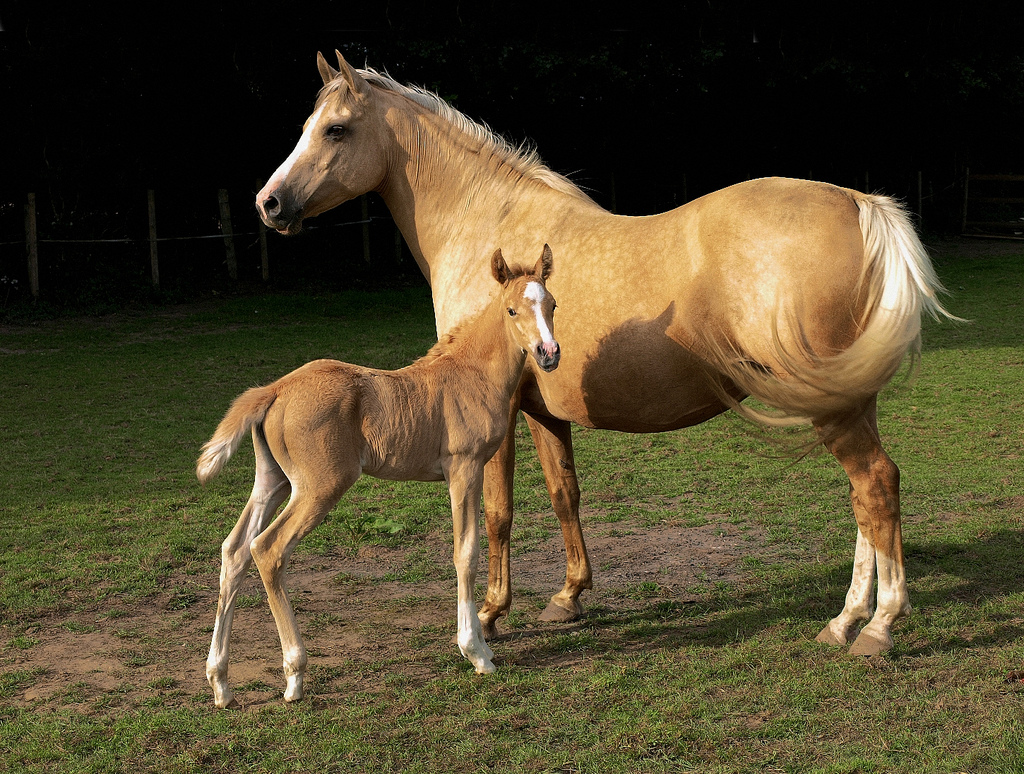
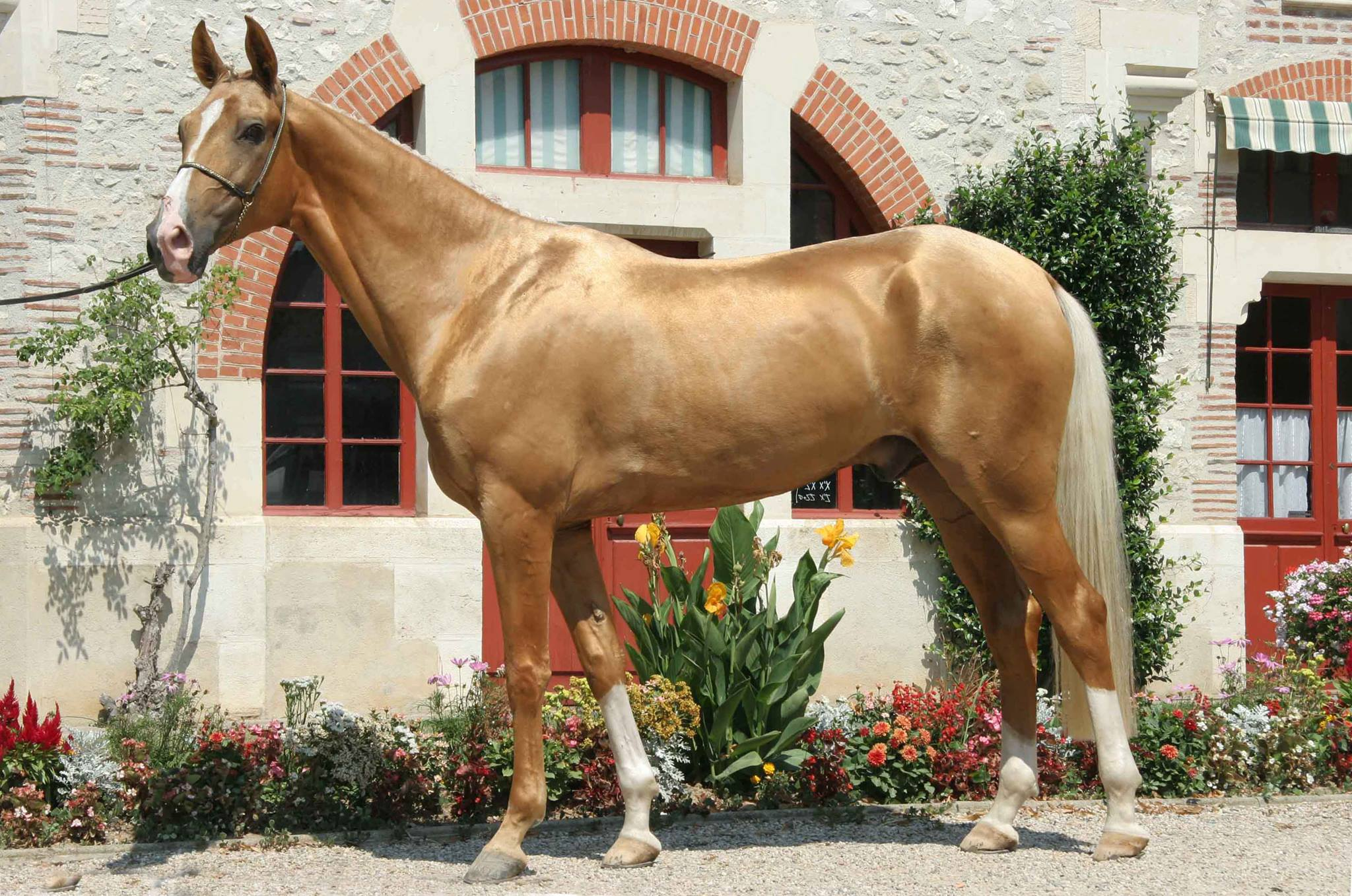
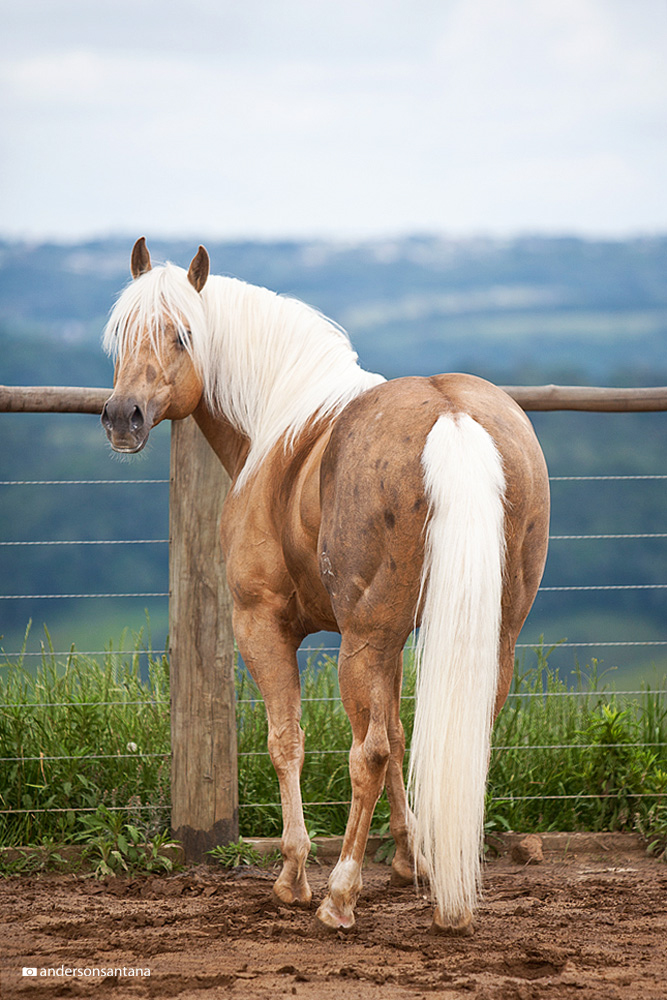
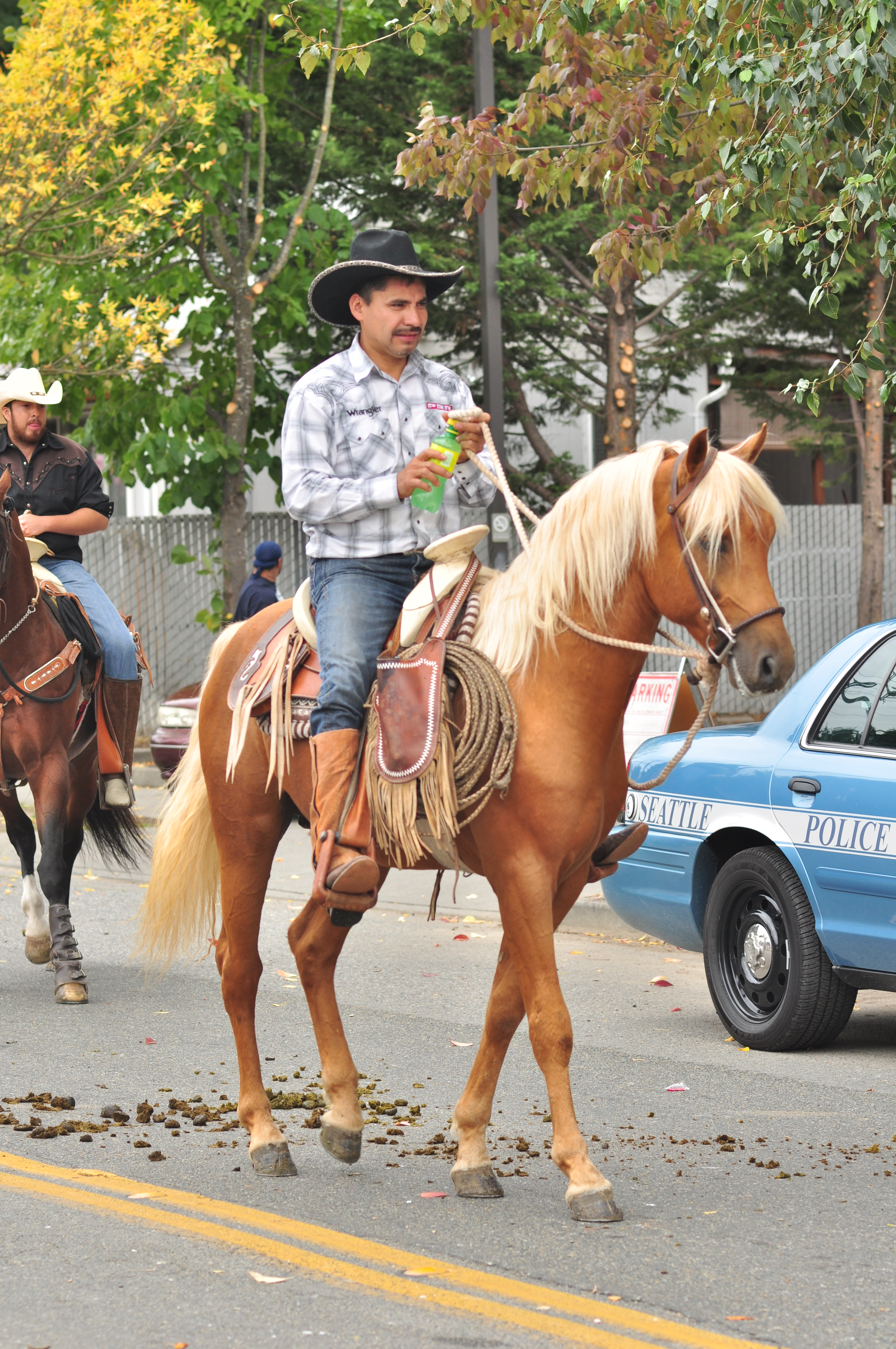
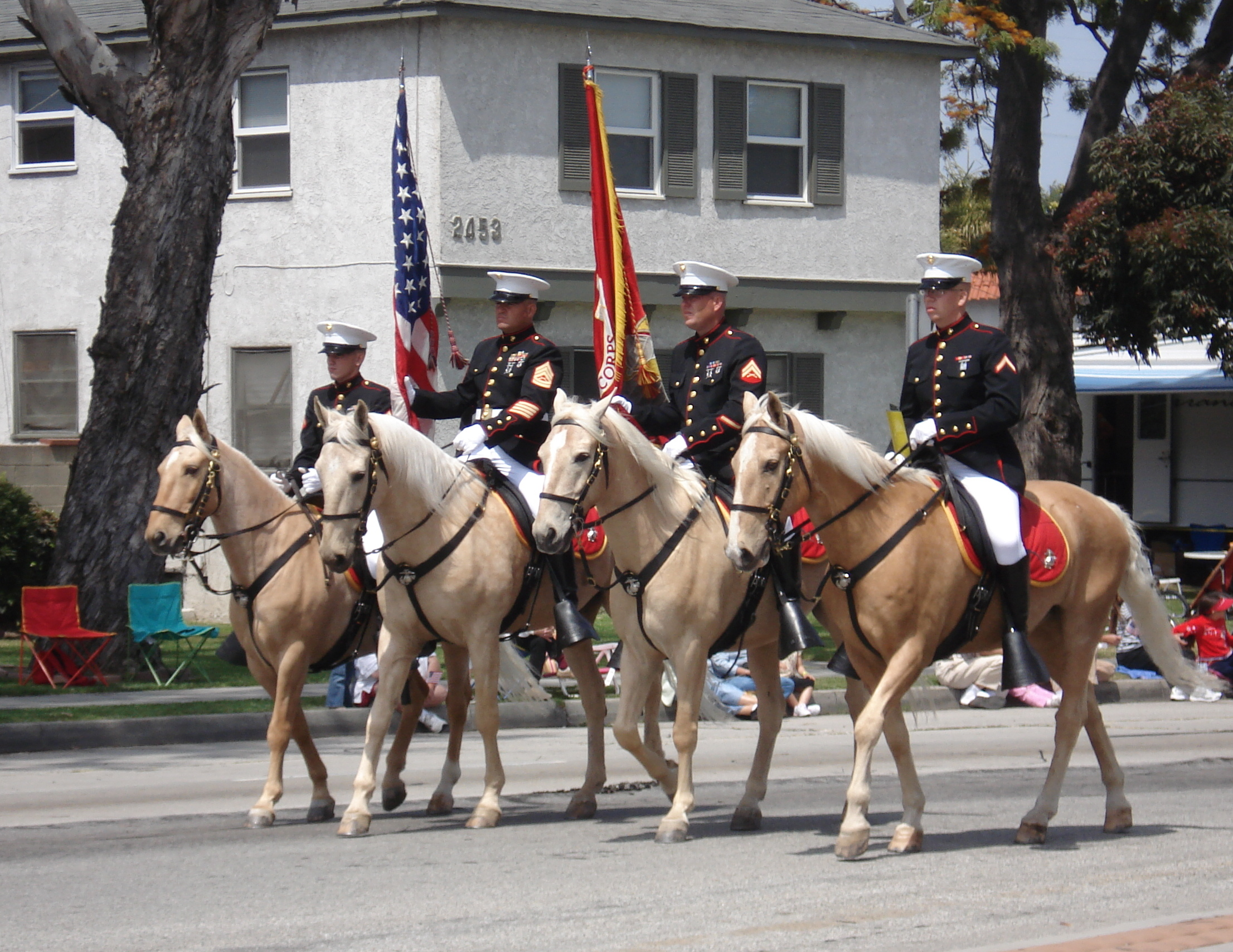
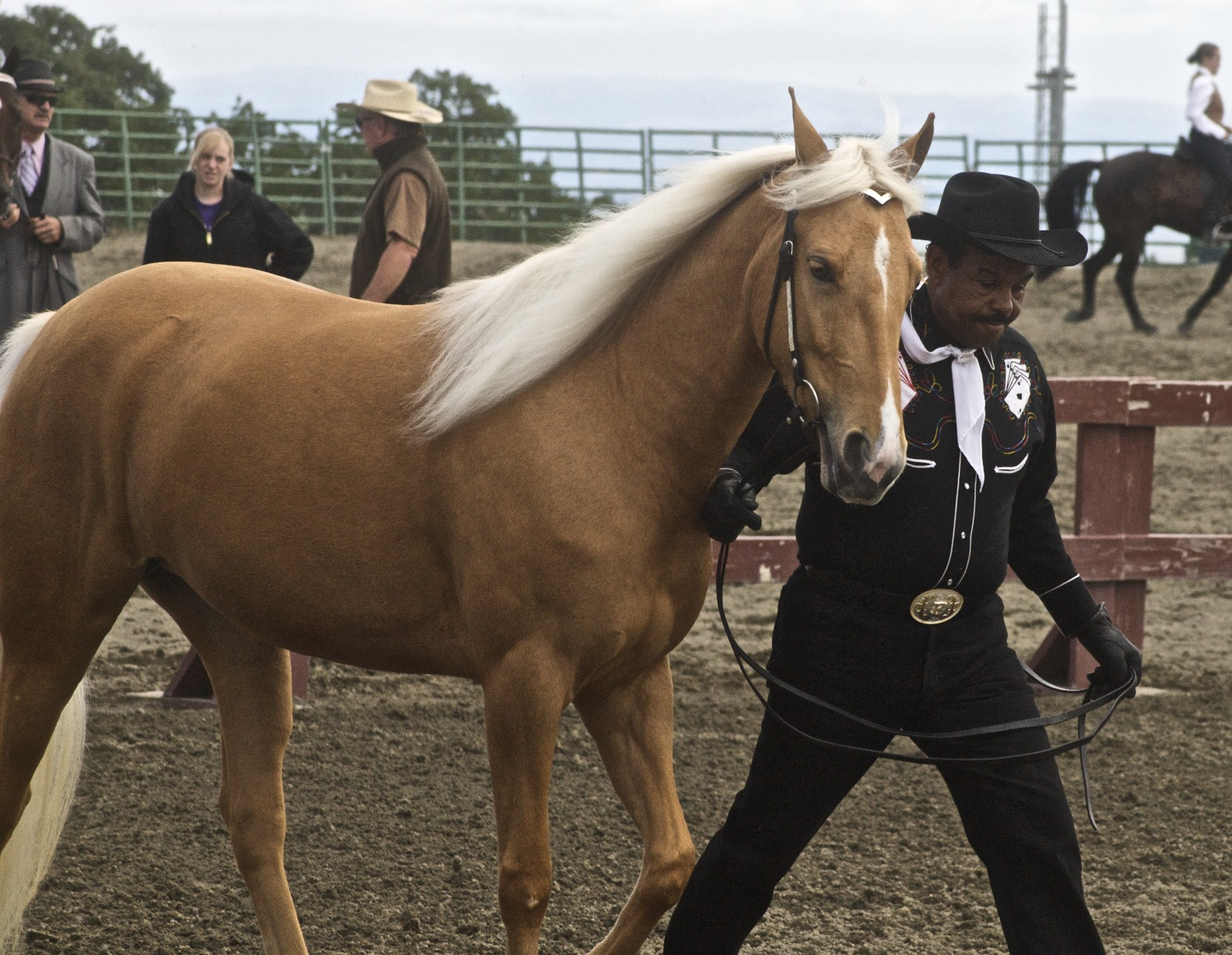
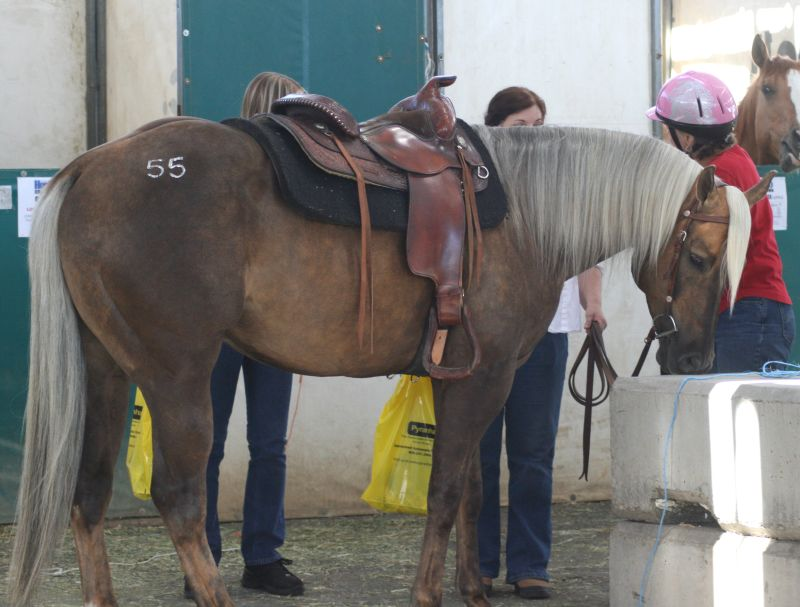

- Солова в яблука
- Темно-солова (вугільно-солова)

## Поширення
Солова масть може існувати лише в тих породах, де зустрічається кремовий тип мастей. На території України на солову масть можна натрапити в орловській рисистій, торійській, українській верховій, більшості порід поні, деяких інших породах та у безпородних коней. Солової масті не може бути в арабській чистокровній, гуцульській, хафлінгерів, більшості порід ваговозів та деяких інших породах, де ця масть вважалась небажаною і піддалась елімінації.

## Генетика
Солову масть описують як комбінацію генетично рудої (гомозиготно-рецесивної за алелями Extension) та одного домінантного алеля кремового типу мастей (алелю Cream). Іноді солову масть візуально не відрізнити від рудої чи ірисової, тоді звертаються до ДНК-тестів на відповідні гени та роблять детальний генеалогічний аналіз. Зустрічаються коні з багатьма комбінаціями генів поза Extension та Cream, тоді масть має відповідну до її генотипу назву - солово-савраса, солово-ряба, солово-чубара, солово-чала тощо.

## Символізм
Солова масть рідко згадується в літературі, проте досить часто таких коней ототожнюють з сонцем, пшеницею, піском та золотом через їх жовтий колір. Раніше солових коней називали половими, тобто кольору спілого жита, пшениці, соломи, з часом ця назва вийшла з ужитку.
«Де мій половий коник? - Питав Півень, наступаючи на горло Ляхові подертим вуглярським личаком» (Ю. Логвин).

Коні солової масті в живописі.
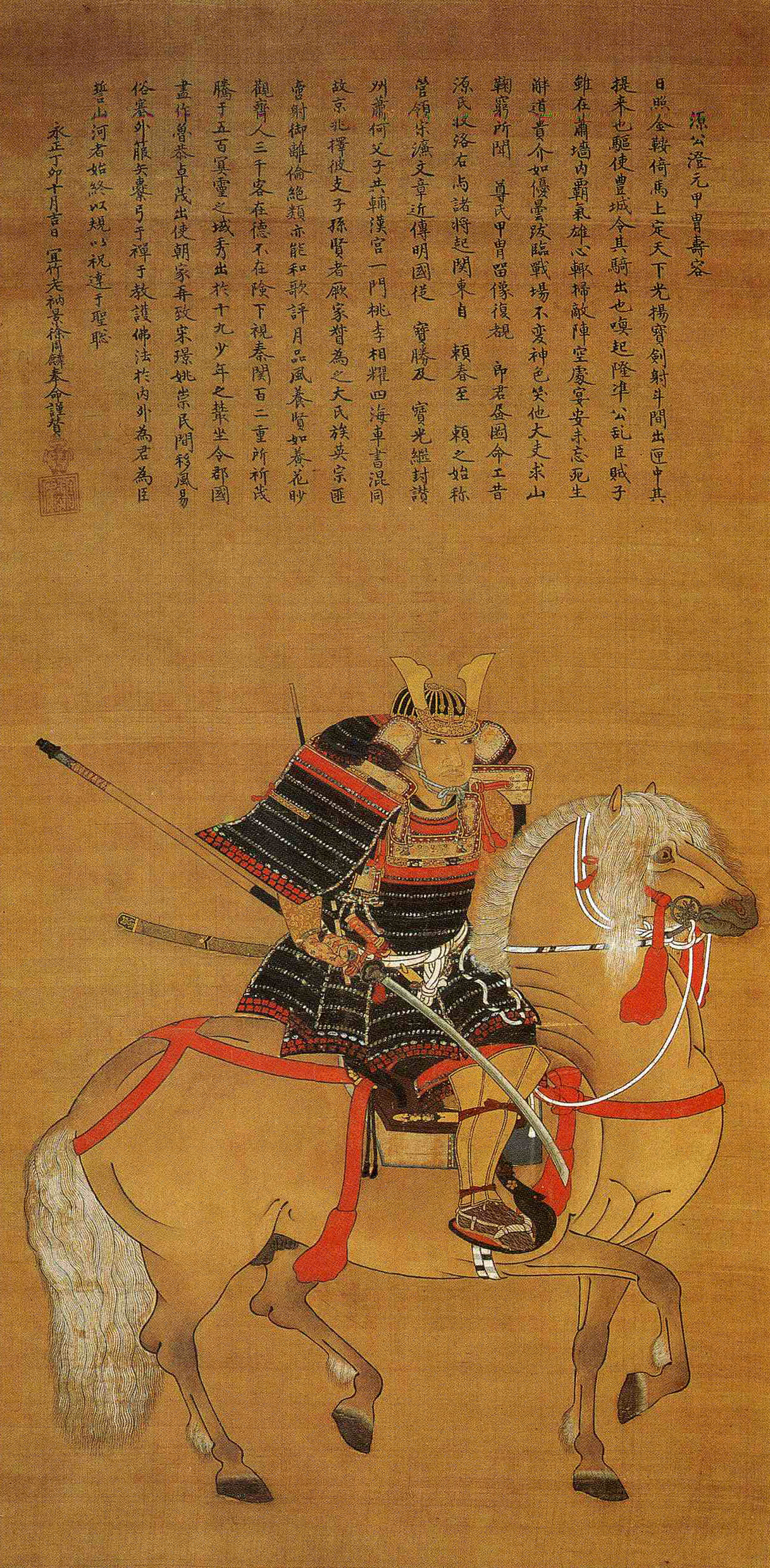
Кінний портрет Хосокави Сумімото, 1507, японський художник Кано Мотонобу.
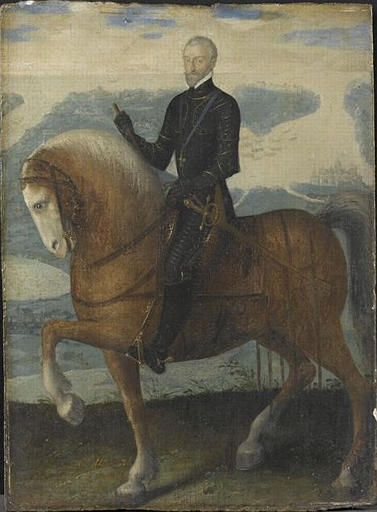
Кінний портрет Жан VI д'Омон, 16 ст., невідомий художник.
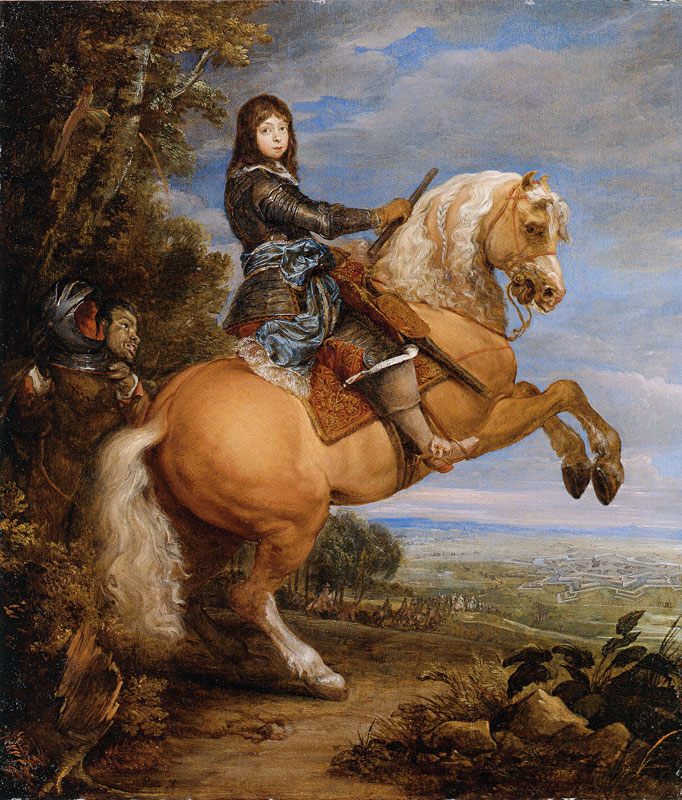
Кінний портрет Людовіка II де Бурбона, як хлопчика, 1643-1647, фламандський художник Гонсалес Кокс.
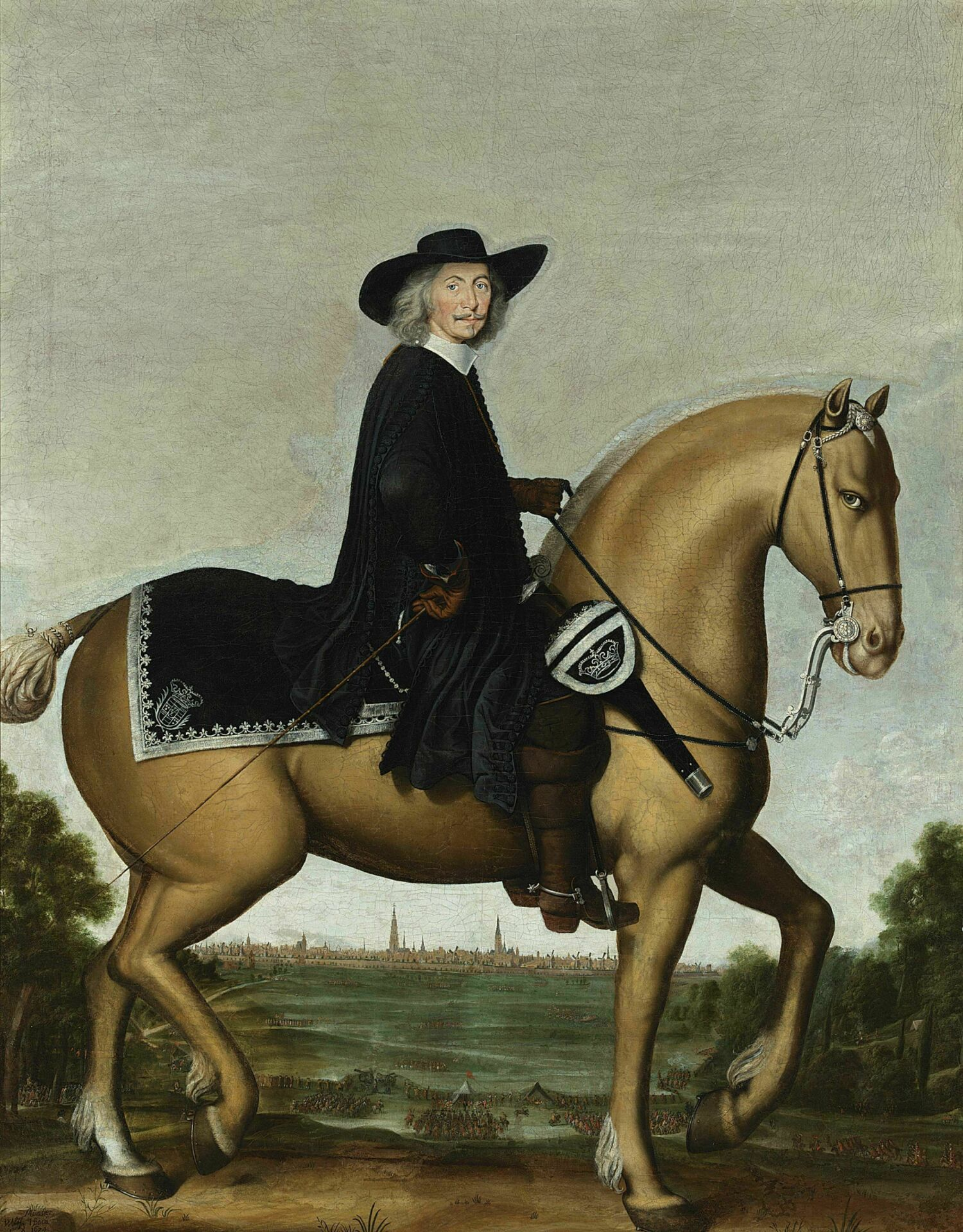
Кінний портрет Крістоф-Бернгарда фон Галена, 1674, німецький художник Вольфганг Хаймбах.
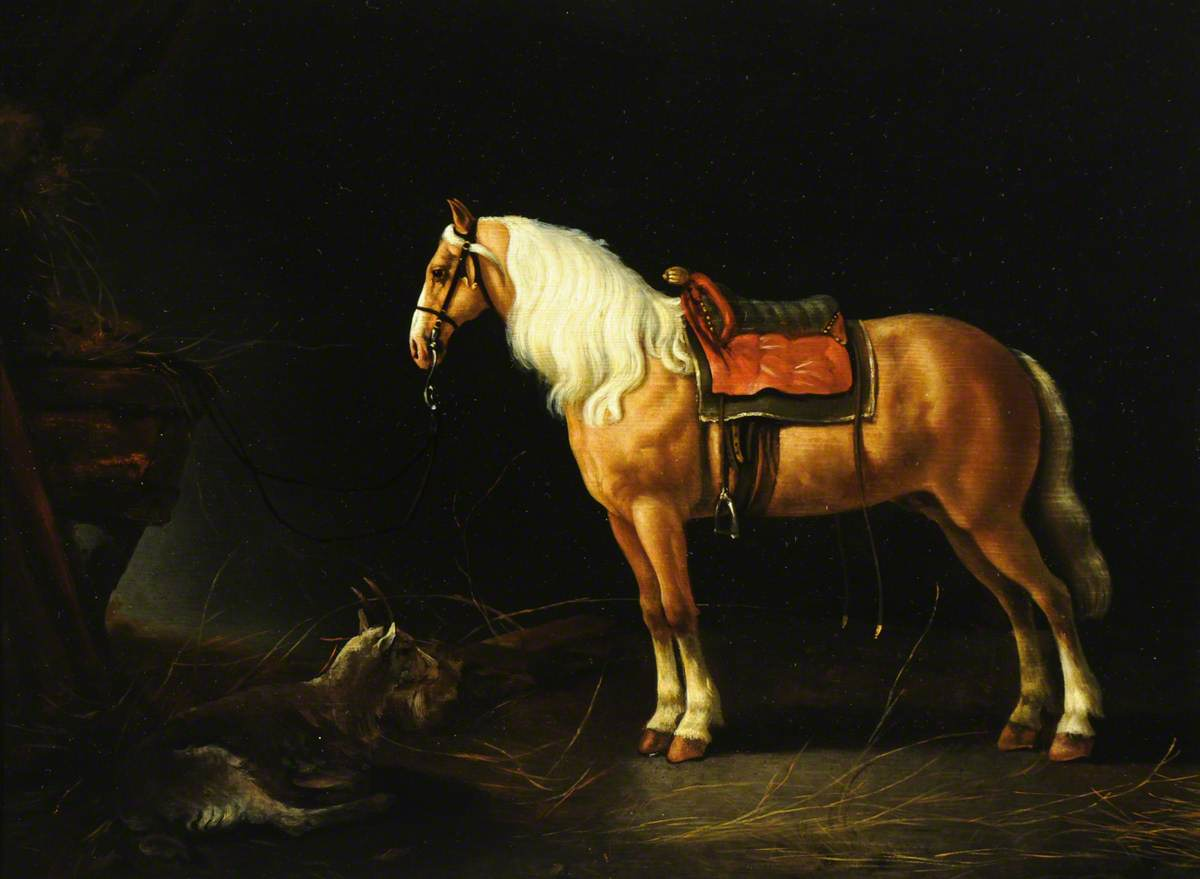
Посідланий кінь з козою в стайні, 1700-1729, голландський живописець Авраам ван Калрает.
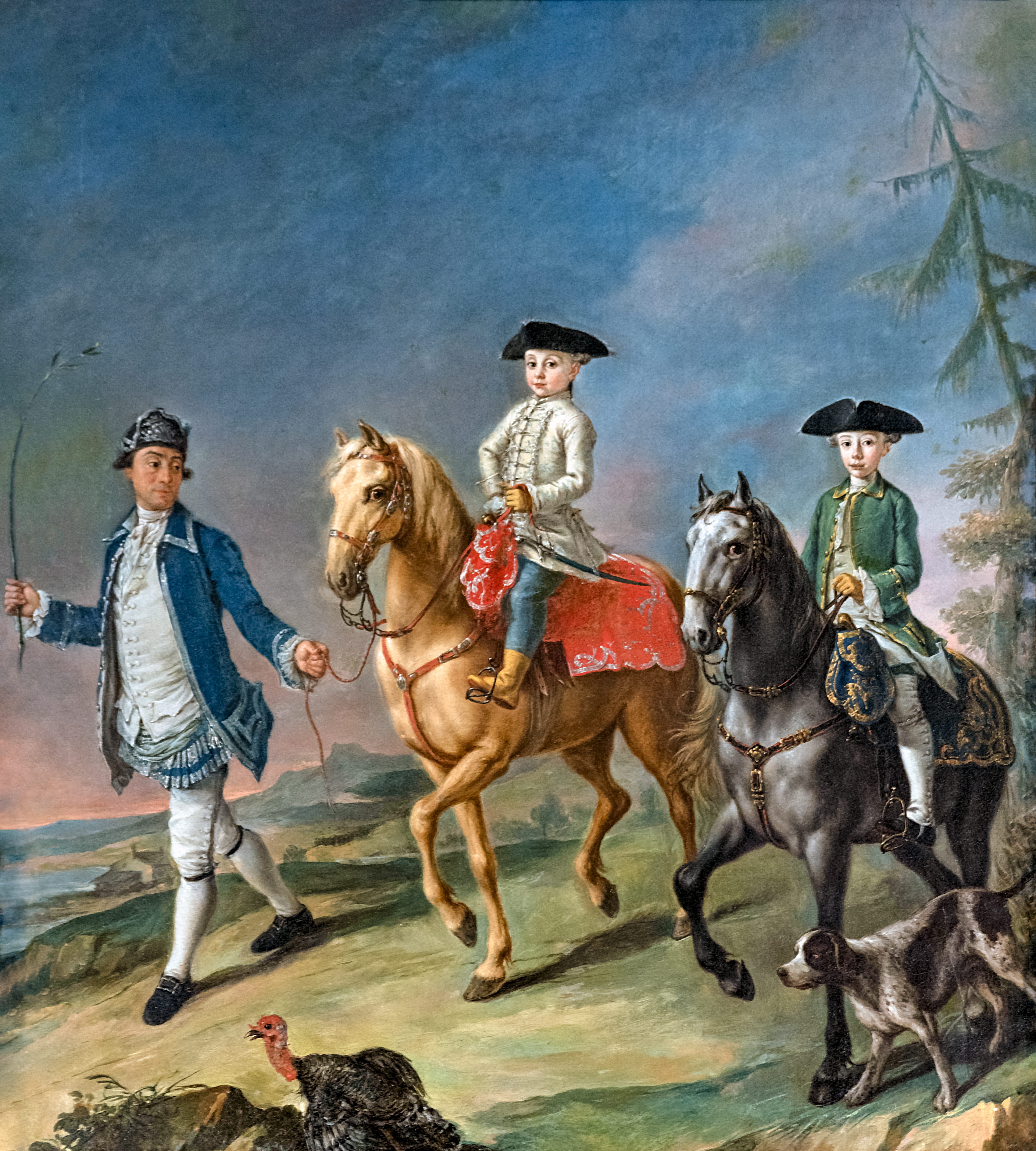
Прогулянка на коні, 1755-1760, венеціанський художник П'єтро Лонгі.
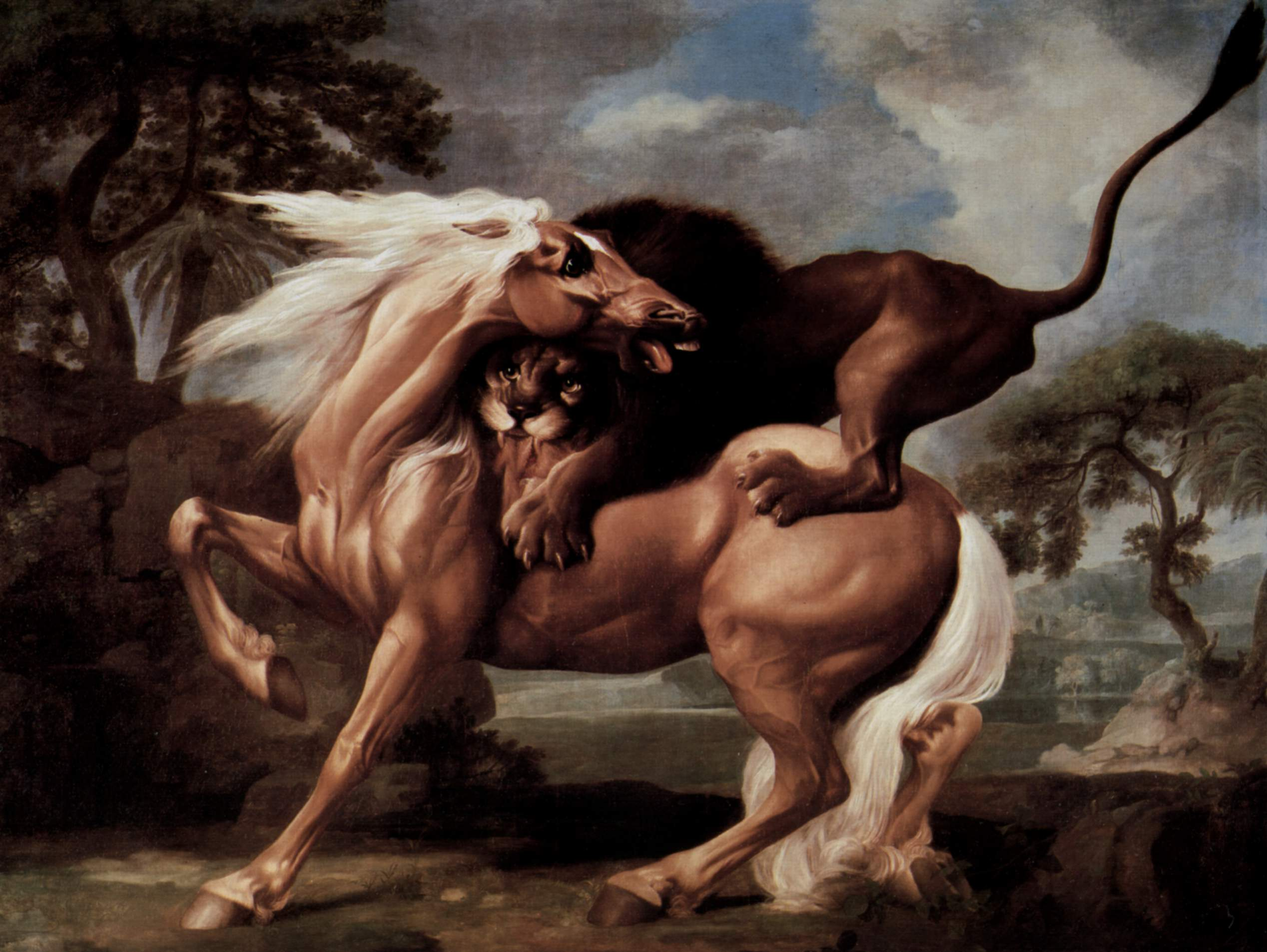
Напад лева на коня, 1762, англійський живописець Джордж Стаббс.
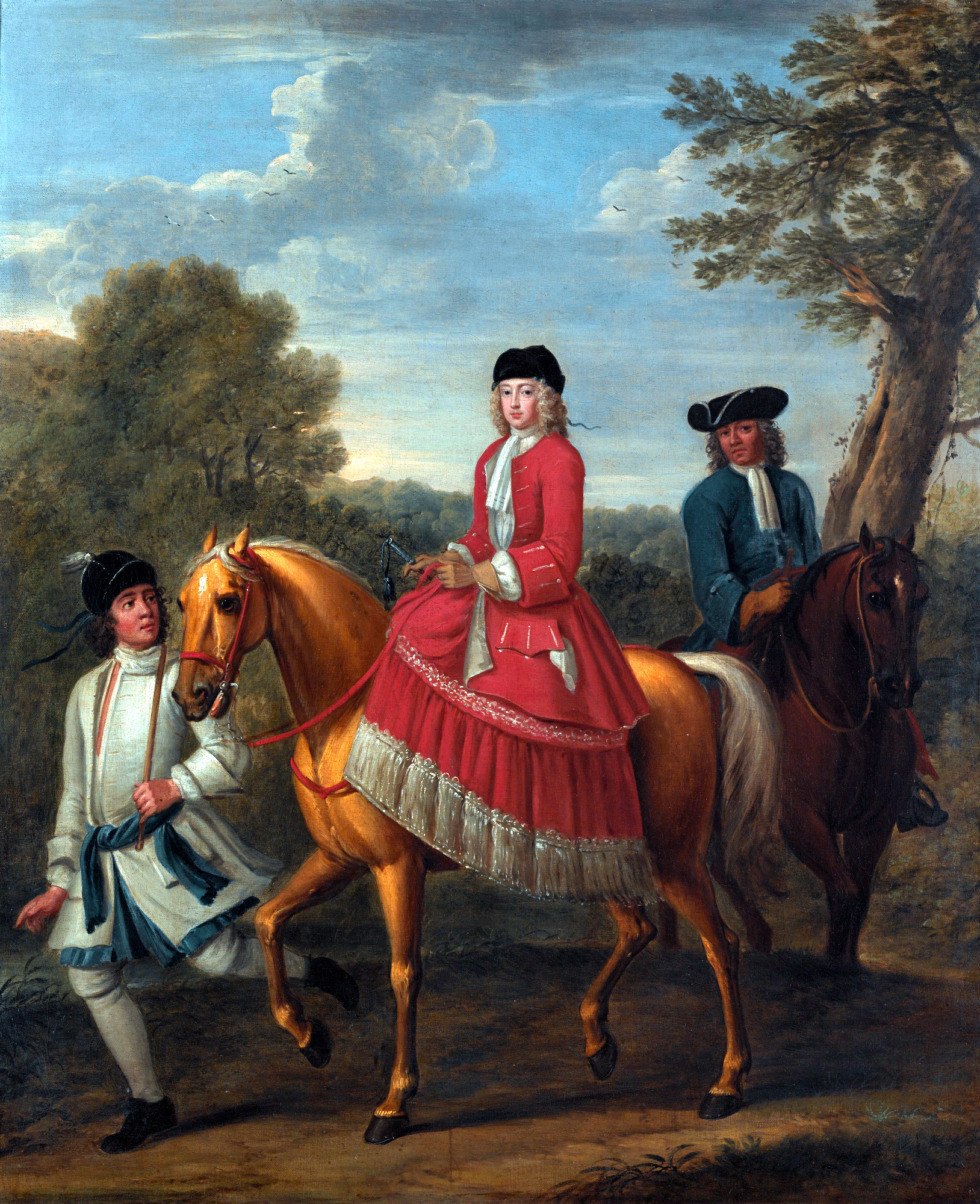
Генрієтта Харлі, графиня Оксфорда та Мортімер, 18 ст., англійський живописець Джон Вуттон.
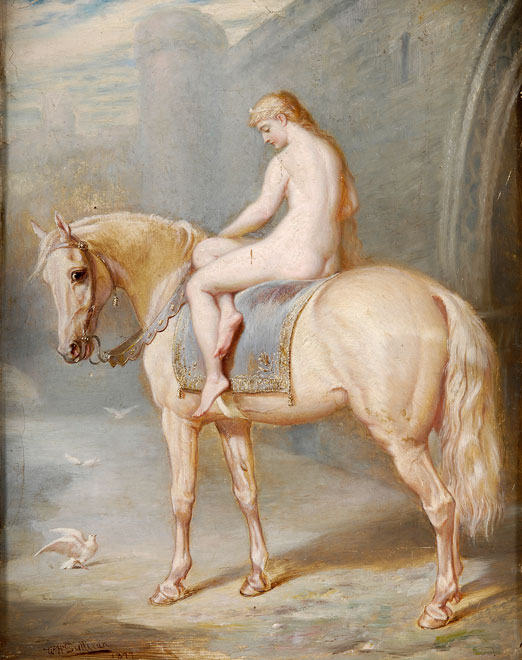
Леді Ґодіва, 1877, британський живописець Вільям Голмс Салліван.